# Río Salcca
Der Río Salcca, im Oberlauf Río Putto und Río Phinaya, ist ein etwa 112 km langer rechter Nebenfluss des Río Vilcanota, dem Oberlauf des Río Urubamba, im Osten von Peru in der Region Cusco. 

## Flusslauf
Der Río Salcca hat seinen Ursprung in der Cordillera Vilcanota in einem 5000 m hoch gelegenen Gletschersee am Südfuß des 5812 m hohen Jatunñaño Punta. Er fließt anfangs 15 km in südsüdöstlicher Richtung. Dabei durchquert er den Bergsee Laguna Amayuni. Anschließend wendet er sich nach Süden. Bei Flusskilometer 94 passiert der Fluss die Siedlung Phinaya. Die Laguna Sibinacocha liegt weiter westlich. Der Río Salcca nimmt mehrere Nebenflüsse von links und rechts auf: Río Aljachaya, Río Paru Paru und Río Huancané von links sowie der Río Cullunuma von rechts. Ab Flusskilometer 68 durchschneidet er mehrere niedrigere Höhenkämme und wendet sich allmählich nach Westen. Er nimmt dabei die beiden Flüsse Río Llanca Mayo und Río Pumanuta von links auf. Der Río Salcca fließt nun bis Flusskilometer 30 nach Westen. Der Río Irubamba trifft von Norden kommend, der Río Acco von Süden kommend auf den Río Salcca. Dieser passiert die Ortschaft Santa Barbara und wendet sich auf den letzten 30 Kilometern in Richtung Westnordwest. 10 Kilometer oberhalb der Mündung reicht ein Lavastrom des Vulkans Oroscocha bis unmittelbar an das südliche Flussufer heran. Der Río Salcca passiert im Unterlauf mehrere Ortschaften, darunter Cullcuire und Chiara Ccollpa, bevor er 1,2 km westsüdwestlich der Kleinstadt Combapata auf einer Höhe von etwa 3445 m auf den Río Vilcanota trifft. 400 m oberhalb der Mündung in den Río Vilcanota überquert die Nationalstraße 3S (Cusco–Puno) den Río Salcca. Der Flusslauf liegt in den Distrikten Pitumarca, Checacupe, San Pablo und Combapata, alle in der Provinz Canchis.

## Einzugsgebiet
Der Río Salcca entwässert ein Areal von etwa 2340 km² im Osten der Provinz Canchis. Das Einzugsgebiet umfasst einen Teil der Südflanke der Cordillera Vilcanota. Es wird im Osten von der Quelccaya-Eiskappe flankiert. Die Laguna Sibinacocha, deren Abfluss durch einen Damm reguliert wird, liegt an einem Zufluss des Río Salcca. Das Einzugsgebiet des Río Salcca grenzt im Nordwesten an das Einzugsgebiet des Río Pitumarca, im Norden an die Einzugsgebiete von Río Yavero und Río Araza, im Osten an das des Río San Gabán, im Südosten an das des Río Quenamari sowie im Süden an das des oberstrom gelegenen Río Vilcanota.

## Ökologie
Ein Teil des oberen Einzugsgebietes des Río Salcca liegt im regionalen Schutzgebiet Ausangate.